# Free-to-play
Free-to-play (F2P, от англ. free — свободно, бесплатно и play — играть) — система монетизации и способ распространения компьютерных игр. Позволяет играть пользователю без обязательного внесения денежных средств (англ. donation, endowment). Идеальная реализация F2P — высокий рейтинг от игроков и достаточный уровень прибыли от игры для развития проекта.

## Характеристика
Распространены четыре вида монетизации игр (и продуктов): покупная версия, игры по подписке (Pay-to-play), Freemium и free-to-play игры.
Многие free-to-play игры предлагают внести денежные средства игрокам, не желающим тратить своё время на развитие навыков персонажа, дабы получить игровые преимущества более быстрым способом. Часто для внутриигровых покупок используется игровая валюта с нетривиальными правилами конвертации из реальных денег (например, скидками при обмене крупных сумм). Иногда стоимость внутриигровой валюты зависит от страны проживания и модели телефона/компьютера игрока.
Одна из целевых групп пользователей — дети, которые могут играть без родительского присмотра.
Также появилась модель Freemium — модель бесплатного распространения «ограниченной» версии игры с возможностью приобрести полную версию, часто именуемую «премиум». Иногда понятия Free-to-play и Freemium путают. Также не следует путать со схемой Pay-to-play, когда игроки должны платить больше определённой суммы, чтобы иметь доступ к полноценной версии игры (например Warhammer Online, EverQuest, World of Warcraft).
Модель free-to-play часто используется разработчиками MMORPG и является ответом на широкое распространение в сети Интернет «пиратских» копий игр со взломанной защитой от копирования. Также такие игры развивались в Китае и Корее, где геймеры часто использовали интернет-кафе.

## Free-to-play в России
На российском рынке первыми систему free-to-play стали использовать браузерные игры, разработка которых обходится относительно недорого. Однако с ростом аудитории пользователей сети Интернет стали появляться русскоязычные версии популярных free-to-play игр. На данный момент количество клиентских онлайн-игр, официально выпущенных в России, более 30, их количество постоянно растёт. Также специально для российского рынка некоторые игры, изначально доступные лишь по подписке, были изданы с использованием системы микротранзакций, например Lineage 2 или Ragnarok Online.
Российские компании-разработчики также активно используют free-to-play систему, в России были разработаны такие клиентские MMORPG, как Сфера или Аллоды Онлайн.

## Подвиды

### Free-to-win
Free-to-win (F2W) — этим понятием впервые стала широко оперировать компания Wargaming в игре World of Tanks. По мнению компании, эта модель представляет собой улучшенную версию free-to-play, построенную на принципе предоставления равных игровых возможностей всем пользователям условно-бесплатной онлайн-видеоигры, в которой вложение реальных денег не даёт преимущества одних игроков над другими: эффективность игрока определяется только его умением играть. Микротранзакции позволяют играть более комфортно: быстрее проходить игру, набирать опыт, получать больше игровой валюты за те же действия, изменять внешний вид и так далее. Игроки, поддерживающие игру посредством доната, используют покупную валюту (золото) для экономии игровой валюты (серебро) и её покупки и совершать другие действия.
В 2013 году Valve закрыла последнюю игровую разницу между платящими и бесплатными в игре Team Fortress 2 — исчез суммарный эффект наборов (как минимум один из аксессуаров доступен только заплатившим). В Dota 2, так же как и в Counter-Strike: Global Offensive, покупаются только косметические улучшения.

### Pay-to-win
Pay-to-win (P2W) — вид игр, где вложение реальных денег в игру даёт преимущество над игроками не осуществлявших игровых покупок даже с высшим стажем и опытом. Является прямой противоположностью free-to-win.

## Критика
Не все разработчики прибегают к этой модели, так как понимают, что она манипулирует особенностями психики игрока. Считается, что такие игры используют человеческие слабости, такие как потребность в чувстве превосходства над другими игроками, отсутствие самоконтроля и формирование зависимости, что заставляет людей тратить большие суммы денег на виртуальную валюту.

Такие игры сделаны, чтобы манипулировать человеком: его обсессивными расстройствами, тягой к коллекционированию, завершенности, подсаживать его на эндорфиновую иглу. Задача игры не получить деньги, как билет в кино, и развлечь, а чтобы человек тратился много раз и не прекращал это делать.
Многие free-to-play игры на самом деле pay-to-win, и вот это на самом деле самое главное зло. Потому что если люди перестанут платить, игра перестанет приносить им удовольствие.
— гейм-дизайнер, основатель и генеральный директор компаний GD Forge и Fair Games Ян Шевченко

Если человек просто расстраивается, что он больше не может получать удовольствие от игры, это может быть зависимость, но психологического свойства, которую иногда называют и привычкой. Разницу между ними очень трудно найти, потому что слово «привычка» — это первый этап формирования зависимости.
Люди сами с удовольствием обманываются и попадаются на эту удочку, но здравомыслящие люди на это не поддаются. Большая часть ответственности лежит на нас, на потребителях.
— доктор медицинских наук Владимир Менделевич
Также высказываются многочисленные мнения экспертов о том, что в таких играх используются довольно неэтичные, а иногда и откровенно мошеннические схемы монетизации, влияющие на поведение людей в игре и приносящие в результате этого создателям огромную прибыль, в десятки раз превышающую доходы от продаж игр с традиционными схемами распространения.

Игра учит тебя тому, что если ты хочешь быть крутым и побеждать дальше, то тебе нужны эти ящики. Через какое-то время тебе начнут продавать эти ящики за реальные деньги. И, что интересно, через какое-то время в ящиках перестают попадать суперценные и клевые вещи, но ты все равно за них платишь.
Это плохо для игрока и плохо в целом для всей системы. Система является абсолютным злом, потому что использует сбой в защите нашего мозга, нашего сознания.— сценарист SkyRiver Studios Булат Даутов

Наиболее важный ориентир — насколько эти траты [траты на встроенные в игру покупки] адекватные по сравнению с доходом человека. Еще один важный критерий — сколько времени затрачивается на это занятие, есть ли от этого ущерб другим делам. Вредит ли это отношениям с близкими людьми — это еще один критерий.
Но если это [игры] убрать, ничего не меняя в жизни, высокий риск рецидива и это будет неэффективно. Поэтому очень важно вносить еще какие-то изменения. Это либо спорт, либо какие-то новые интересы и хобби, либо смена работы.
— кандидат медицинских наук, врач-психотерапевт Юрий Калмыков
Европейская комиссия проводила переговоры с представителями игровой индустрии и органами власти по поводу обманчиво бесплатных игр и приложений. Переговоры начались после многочисленных жалоб покупателей на необходимость совершать платежи в якобы бесплатных играх и приложениях. Еврокомиссия считает, что использование термина «free» оправданно лишь в том случае, когда игра является полностью бесплатной и не содержит никаких скрытых микротранзакций — даже таких, которые совершаются опционально по решению пользователя.